# Tugimaantee 95
De Tugimaantee 95 is een secundaire weg in Estland. De weg loopt van Kõrveküla naar Tartu en is 1,8 kilometer lang. 